# Villa Friedrich Edmund Pröls
Die Villa Friedrich Edmund Pröls liegt im Stadtteil Kötzschenbroda der sächsischen Stadt Radebeul, auf der Meißner Straße 253.

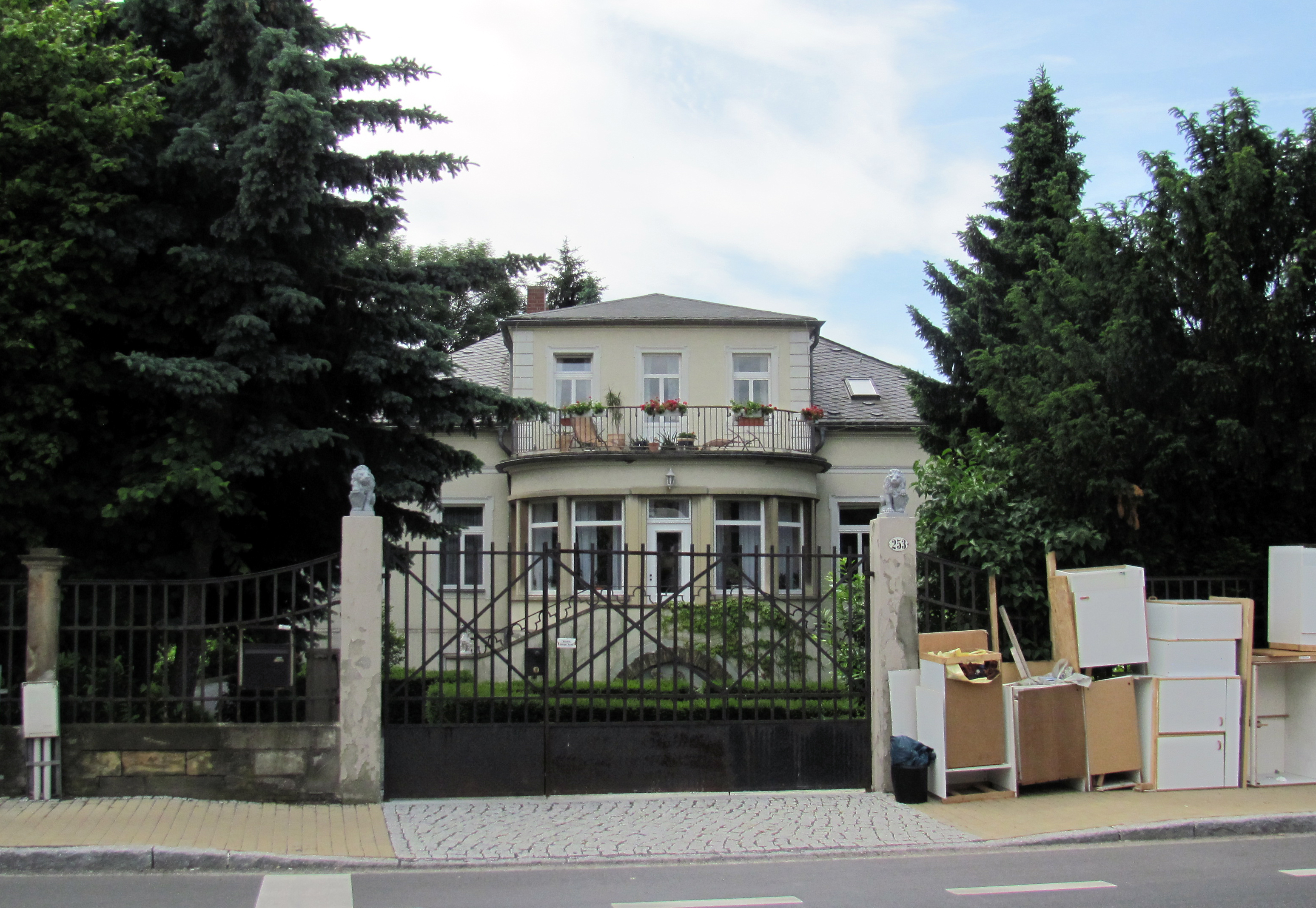
Meißner Straße 253

## Geschichte
Der Arzt Dr. med. Friedrich Edmund Pröls stellte im September 1864 den Bauantrag für sein neues Wohnhaus, das nach Genehmigung durch das Bauunternehmen des ortsansässigen Maurermeisters Moritz Große ausgeführt wurde. Die Baurevision erfolgte am 22. Februar 1866.
Das gemeinsame Architektenbüro der Gebrüder Kießling befand sich zu Anfang unter der damaligen Adresse Meißner Straße 37 (Wohnhaus von Ernst Kießling, heute Meißner Straße 253), dann auf dem Gradsteg 9 (an der Nebenstraße des Villengrundstücks) und ab 1924 im Landhaus Rosa auf der heutigen Meißner Straße 254, dem gleichzeitigen Wohnsitz von Edmund (ehemals als Meißner Straße 13c).
Die von der Straße aus zu sehende, der Villa vorgelegte Veranda mit Freitreppe zum Vorgarten wurde 1937 durch die Architekten Albert Patitz & Karl Lötzsch errichtet.

## Beschreibung
Die mitsamt Anbau und Einfriedung denkmalgeschützte, anderthalbgeschossige Villa steht auf einem schmalen, langgestreckten Grundstück mit einem Vorgarten zur Straße hin mit der Grundstückseinfahrt. Es handelte sich im 19. Jahrhundert um das südwestliche Eckgrundstück Meißner Straße und Gradsteg, von dem später ein schmalerer Streifen direkt am Gradsteg abgeteilt wurde. Dieser war der ursprüngliche Lagerplatz der Gebrüder Kießling, die direkt vor der Bahn mit dem Gebäude Gradsteg 9 den weiteren Firmensitz errichteten. Gegenüber auf der Nordseite der Meißner-Straßen-Kreuzung steht die Villa Meißner Straße 244.
Hinter dem Haus erstreckt sich eine Hoffläche, die nach Westen hin (rechts hinter dem Haus) durch Bauten zum Nachbargrundstück abgegrenzt wird. Der langgestreckte rückwärtige Garten reicht bis zum Bahndamm der Bahnstrecke Leipzig–Dresden.
Das Wohnhaus von einer Breite von fünf Fensterachsen zur Straße hin und einer Tiefe von drei Achsen steht auf einem Souterraingeschoss. Obenauf sitzt ein verschiefertes, flachgeneigtes Walmdach. Dieses wird auf der Vorder- und Rückseite von einem walmbedachten dreiachsigen sowie zweigeschossigen Mittelrisalit durchdrungen, sodass sich obenauf ein Kreuzfirst ergibt.
Dem zur Straße zeigenden Mittelrisalit ist eine halbrunde massive Veranda mit einer zweiläufigen Treppenanlage vorgelegt; vor der Treppe findet sich das Relief eines liegenden Mannes.
Die rückwärtige südwestliche Hausecke bildet ein quadratischer Eingangs- und Treppenbaukörper mit Flachdach, an den sich zur Bahn hin ein dreiachsiger niedriger Wirtschaftsflügel mit Walmdach anschließt, der von den Gebrüdern Kießling als Bürositz und Entwurfsatelier genutzt wurde.
Der Putzbau wird durch Gesimse und Ecklisenen gegliedert. Das Fensterband der halbrunden Veranda ist mit Kunststein eingefasst. Es gibt einen Austritt aus dem Dachgeschoss auf die Veranda, die dort durch ein Metallgitter begrenzt wird.
Die Einfriedung ist ein Eisenzaun auf hohem Sandsteinsockel zwischen Sandsteinpfeilern; mittig vor dem Haus unterbrochen durch das eiserne Gittertor der Einfahrt.